# بیرونی (معماری سنتی)
نمونه ای از معماری درون‌گرای ایران، که در روزگار احمدشاه باب شد، ساختن بیرونی بردرگاه ورودی خانه‌ها بود و در این محل «مردخانه» با مهمانان خود نشست و برخاست داشت و اغلب با یک دررو به حیاط، امکان تردد به اندرونی وجود داشت و از مهمانان پذیرایی می‌شد و اهالی خانه، میوه، شیرینی و دیگر وسایل پذیرایی را به بیرونی منتقل می‌کردند، بدون آنکه واردین به بیرونی، آنها را مشاهده کنند.